# Sei amore
Sei amore è il primo singolo estratto dall'album Best of: sei amore del cantautore italiano Paolo Meneguzzi,con l'aiuto di Simone Tomassini, pubblicato il 6 maggio 2011, ad un anno dall'uscita del precedente album Miami.
Il brano è stato pubblicato in versione digitale in Italia, mentre in Svizzera l'uscita è stata anticipata di circa 15 giorni.

## Videoclip
Il video è uscito il 3 maggio 2011, anticipando di 2 giorni l'uscita ufficiale del singolo, e vede Paolo Meneguzzi nelle vesti di un artista di strada con la sua chitarra mentre passa la giornata, e la persona che narra nella canzone non passa mai, proprio come in una frase del brano.
Il videoclip è stato realizzato a Riva San Vitale - Ticino.